# Melissoptila claudii
Melissoptila claudii là một loài Hymenoptera trong họ Apidae. Loài này được Urban mô tả khoa học năm 1988.